# تي باترسون روس
تي باترسون روس (بالإنجليزية: T. Paterson Ross)‏ هو مهندس معماري أمريكي، ولد في 1874 في إدنبرة في المملكة المتحدة، وتوفي في 1957.